# Castell de Briançó
El castell de Briançó és un edifici de Briançó, al municipi de Ribera d'Ondara (Segarra) declarat bé cultural d'interès nacional.

## Descripció
És una casa senyorial que en origen era el primitiu castell de Briançó. L'habitatge se'ns presenta adossat i envoltat per antics murs amb contraforts i antigues construccions que formaven part de la fortificació i defensa d'aquest indret, i que ara estan adaptades a noves funcionalitats com garatges, coberts agrícoles, etc. Aquesta casa mostra notables remodelacions estructurals fruit del gust dels seus propietaris i presenta una forma irregular, definida bàsicament per planta baixa, primer pis i golfes. Cal destacar el fet que la major part d'obertures de l'habitatge donen a l'interior del nucli urbà, davant la plaça del poble, tot respectant la seva funció primitiva de defensa, on quasi no hi havia obertures exterior i els seus alts murs feien de muralla o fortificació.
Les cobertes de la casa són a una vessant i orientades a les façanes laterals. El parament de l'edifici ens mostra la combinació d'ús de paredat, arrebossat, en alguns sectors més antics, i obra amb maó.

## Història
El castell de Briançó apareix documentat a partir del segle xii i els avantpassats de la família Carulla es remunten al segle xiv. El nucli primitiu de Briançó, era format per aquest castell, situat a la banda oriental, que presidia un pati o plaça central al voltant del qual es distribuïen les cases que formaven l'estructura d'un clos murallat que tancava el nucli medieval, menys per una porta que s'obria al nord, i que actualment no s'ha conservat. Modificacions posteriors que van afectar l'estructura topogràfica urbana, a partir del segle xvii. Actualment, l'aspecte exterior de Cal Carulla no evidencia la forma original de l'edifici. Si més no, al seu interior es conserva un paviment de codolines i interessants voltes amb arcades semicirculars i apuntades que deixen intuir una continuïtat estructural cap a un nivell inferior. Ben segur que va ser bastida al mateix temps que s'aixecà el Sant Salvador de Briançó.